# Dick Moores
Pour les articles homonymes, voir Moores.
Richard Arnold Moores, surnommé Dick Moores (12 décembre 1909, Lincoln – 22 avril 1986, Asheville) était un artiste de comic strip américain principalement connu pour son travail sur Gasoline Alley.

## Biographie
Au début de sa carrière, il encre les décors de Dick Tracy puis lance en 1936 son propre comic strip Jim Hardy qui dure jusqu'en 1942. Par la suite il dessine pour Disney la série Bibi Lapin.
Durant les années 1950, il travaille pour Western Publishing, dessinant des histoires d'animaux. L'histoire la plus connue est
Mickey et l'auto magique publiée en octobre 1952 dans le Four Color #427 et dont le scénario aurait servi de base pour le film Un amour de Coccinelle (1968).
En 1956, Moores est engagé par Frank King pour l'assister sur les publications journalières de Gasoline Alley, son ancien assistant Bill Perry ayant pris à sa charge depuis 1951 les publications dominicales. En 1959, avec le départ de King, Moores assure l'écriture et le dessin des strips quotidiens, puis en 1975 après celui de Perry, il récupère les strips du dimanche.
Moores a travaillé à Gasoline Alley jusqu'à sa mort en 1986 et c'est son assistant Jim Scancarelli qui l'a remplacé pour les strips quotidiens.

## Récompenses
- 1974 : Prix du comic strip à suivre de la National Cartoonists Society (NCS) pour Gasoline Alley
- 1975 : Prix Reuben pour Gasoline Alley
- 1981 : Prix du comic strip à suivre de la NCS pour Gasoline Alley
- 1982 : Prix du comic strip à suivre de la NCS pour Gasoline Alley
- 1983 : Prix du comic strip à suivre de la NCS pour Gasoline Alley
- 1986 : Prix du comic strip à suivre de la NCS pour Gasoline Alley